# Tellkampfstraße
Die Tellkampfstraße in Hannover war eine im Zuge der Gründerzeit des Deutschen Kaiserreichs im Jahr 1892 angelegte Straße im Stadtteil Oststadt. Die nach Adolf Tellkampf, dem Direktor der seinerzeitigen Höheren Bürgerschule und späteren Tellkampfschule benannte Straße führte von der Celler Straße bis zur Welfenstraße.
Ebenfalls noch im 19. Jahrhundert wurde hier ein Schulgebäude neu errichtet, in das 1894 die städtische lutherische Realschule II, die frühere Realschule III, unter der Adresse Tellkampfstraße 7 einzog.
In der Tellkampfstraße 1 und 2 hatte die 1849 gegründete Lampenfabrik L. Löwenbach ihren Sitz und präsentierte dort ihre Musterausstellungen.
Zur Zeit des Nationalsozialismus bezog die Owin, Radioapparatefabrik im Jahr 1934 ihre neuen Räumlichkeiten für Fertigung und Verwaltung in der Hagenstraße sowie der Tellkampfstraße.
Nach den Zerstörungen durch die Luftangriffe auf Hannover während des Zweiten Weltkrieges und dem Neuaufbau der Landeshauptstadt Hannover in der Nachkriegszeit wurde die Tellkampfstraße, die für den Bau der Autogerechten Stadt des damaligen Stadtbaurates Rudolf Hillebrecht, im Verlauf der ab der Vahrenwalder Straße geplanten „Raschplatztangente“, der späteren Hamburger Allee, lag, im Jahr 1955 aufgehoben.